# Останній наряд
Останній наряд (англ. The Last Detail) — американська кінокомедія, що вийшла 12 грудня 1973 року. Фільм брав участь в основній конкурсній програмі 27-го Каннського міжнародного кінофестивалю.

## Сюжет
Двом офіцерам військово-морського флоту Біллі Баддаскі і Малхоллу «Мулу» доручають доставити матроса дрібного злодюжку Ларрі Медоуса в бостонську в'язницю. По дорозі вони дізнаються, що 18-річний Ларрі отримав вісім років позбавлення волі за спробу вкрасти 40 доларів зі скрині для пожертвувань. Перейнявшись співчуттям до свого «підопічного», який не встиг насолодитися усіма радощами життя, Баддаскі і Малхолл вирішують підбадьорити хлопчину і влаштувати йому незабутнє свято.

## Актори
- Джек Ніколсон — Біллі
- Ренді Куейд — Ларрі
- Отіс Янг — Малхолл
- Кліфтон Джеймс — Каптенармус
- Керол Кейн — юна путана
- Майкл Моріарті — черговий морський офіцер
- Луана Андерс — Донна
- Гілда Реднер — сектантка
- Ненсі Аллен — Ненсі
- Кетлін Міллер — Анетта
- Джеррі Сальзберг — Генрі
- Дон МакГоверн — бармен